# Amphithyris hallettensis
Amphithyris hallettensis är en armfotingsart som beskrevs av Foster 1974. Amphithyris hallettensis ingår i släktet Amphithyris och familjen Platidiidae. Inga underarter finns listade i Catalogue of Life.